# Mịch Quang
Mịch Quang (tên thật là Nguyễn Thế Khoán; 1 tháng 5, 1917 - 14 tháng 2, 2018) là nhà nghiên cứu, soạn giả sân khấu, được tặng Giải thưởng Nhà nước về Văn học Nghệ thuật năm 2001 và Giải thưởng Hồ Chí Minh về Văn học Nghệ thuật năm 2017.

## Tiểu sử
Mịch Quang tên thật là Nguyễn Thế Khoán, sinh ngày 1 tháng 5 năm 1917 trong một gia đình yêu nước dòng dõi khoa bảng ở Tuy Phước, Bình Định. Từ năm 5 tuổi, Nguyễn Thế Khoán đã làm quen với những nhân vật nổi tiếng của sân khấu tuồng cổ như Tiết Cương, Trương Phi, Địch Thanh, Đổng Kim Lân... Khi lên 10 tuổi, Nguyễn Thế Khoán đã mê xem Hát bội nên cùng bạn học thường xuyên đi xem các gánh hát của quê hương (là tập hợp những học trò giỏi của Đào Tấn: Bát Phàn, Cai Tám, Cai Tư, Cửu Khi, Chánh Ca Đựng, Chánh Ca Đông...) diễn các vở tuồng nổi tiếng của cụ Đào như "Trầm hương các", "Cổ thành" "Hộ sanh đàn"... Bộ môn nghệ thuật này đã theo ông suốt thời niên thiếu, cả những thời gian ông học ở thành phố Quy Nhơn.
Trong kháng chiến chống Pháp, Mịch Quang là cán bộ tuyên văn trung đoàn 94 ở Liên khu 5. Từ năm 1954, ông tập kết ra Bắc, hoạt động trên nhiều lĩnh vực văn học nghệ thuật.
Ông là hội viên Hội Nghệ sĩ Sân khấu Việt Nam, thành viên sáng lập Trung tâm Nghiên cứu bảo tồn và phát huy văn hóa dân tộc.
Ông từ trần vào ngày 14 tháng 2 năm 2018 tại Hà Nội.

## Sự nghiệp
Mịch Quang là một trong những đại thụ của nền sân khấu cách mạng và sân khấu tuồng nước nhà với nhiều tác phẩm giá trị cao về lý luận sân khấu và kịch hát dân tộc.
Trên lĩnh vực sáng tác, ông là tác giả của nhiều tác phẩm sân khấu, với những vở tuồng, như: ''Đường về Lam Sơn'', ''Má Tám'', ''Quang Trung'', ''Trần Hưng Đạo'', ''Vua Hùng kén rể'', ''Hộp truyền đơn'', ''Phất cờ nương tử'', ''Thanh gươm hát bội'', ''Giấc mộng hồ hoa'', ''Bà mẹ làng Sen'', "Chị Ngộ", "Vua Hùng kén rể", "Quang Trung", "Phất cờ nương tử", "Thanh gươm hát bội", "Nỗi lòng người mẹ", "Tên sát nhân và nhà tu hành "... được giới sân khấu đánh giá cao. Trong số đó, ghi dấu ấn nhất là tác phẩm "Thanh gươm hát bội", một vở tuồng có cốt truyện về danh nhân Đào Tấn, hậu tổ của nghệ thuật Tuồng Việt Nam, đoạt Huy chương vàng tại Hội diễn sân khấu tuồng và dân ca kịch toàn quốc năm 1990; kịch bản kịch thơ ''Vua Hùng kén rể'' không chỉ được sân khấu tuồng dàn dựng mà nhiều đoàn cải lương, múa rối cũng biểu diễn thành công.
Trên lĩnh vực nghiên cứu, bài viết "Cấu trúc động - mở, đặc thù quán triệt nền âm nhạc truyền thống" đề cập vấn đề lý thuyết để chỉ ra vấn đề cơ bản của âm nhạc dân tộc cổ truyền. Bài viết sau khi công bố nhận được sự đón nhận của giới nghiên cứu âm nhạc trong và ngoài nước. Ông là là người đầu tiên giới thiệu cuộc đời và sự nghiệp của danh nhân văn hóa Đào Tấn, là tác giả của nhiều công trình nghiên cứu chuyên sâu về tuồng. Có thể kể đến các công trình: Bước đầu tìm hiểu nghệ thuật tuồng (1963), Đặc trưng nghệ thuật tuồng, Âm nhạc và sân khấu kịch hát dân tộc, Thân thế và sự nghiệp Đào Tấn, Đào Tấn nhà soạn tuồng kiệt xuất, Kinh dịch và nghệ thuật truyền thống, Khơi nguồn mỹ học dân tộc (2003), Học, hiểu và khám phá nghệ thuật dân tộc.
Mịch Quang còn là nhà nghiên cứu có tri thức bách khoa – liên ngành. Ông hiểu biết về triết học, văn hóa học, dân tộc học, lịch sử học, văn học, mỹ học, nghệ thuật học, âm nhạc học, sân khấu học, kiến trúc học, vật lý học, sinh học... Mặt khác, ông còn am hiểu chữ Hán, am hiểu tác phẩm văn thơ cổ điển dân tộc, thành thạo tiếng Pháp, đọc nhiều tác phẩm văn học và khoa học phương Tây...
| “                                                                       | Ông sáng tác không nhiều nhưng những sáng tác của ông là minh chứng cho những vấn đề mà ông dành thời gian nghiên cứu về đặc trưng, về cấu trúc, về mỹ học,... của nghệ thuật sân khấu truyền thống. Vì vậy, những kịch bản của ông sáng tác từ ngôn ngữ đến cấu trúc, hình tượng nhân vật được ông đầu tư rất công phu, đặc biệt là nhân vật phụ nữ. | ” |
| — Nghệ sĩ nhân dân Lê Tiến Thọ - Chủ tịch Hội Nghệ sĩ Sân khấu Việt Nam | |   |

Công trình "Đặc trưng nghệ thuật tuồng" xuất bản năm 1995 đạt giải A của Liên hiệp các Hội văn học, nghệ thuật Việt Nam năm 1996. Cuốn "Khơi nguồn mỹ học dân tộc" cũng đoạt giải A của Liên hiệp các Hội văn học, nghệ thuật Việt Nam năm 2004.
Ông đã được Nhà nước tặng Huân chương Lao động hạng Nhất (năm 1999), Huân chương Kháng chiến chống Pháp hạng nhất, Huân chương Kháng chiến chống Mỹ hạng nhất.
Ông được nhận Giải thưởng Nhà nước về Văn học Nghệ thuật năm 2001 và Giải thưởng Hồ Chí Minh về Văn học Nghệ thuật năm 2017 với các cuốn sách nghiên cứu Đặc trưng nghệ thuật Tuồng, Khơi nguồn mỹ học dân tộc, Kinh dịch với nghệ thuật truyền thống và vở kịch Thanh gươm hát bội.

## Tác phẩm chính

### Tuồng
- "Đường về Lam Sơn" (1951)
- "Má Tám",
- "Hộp truyền đơn",
- "Vua Hùng kén rể",
- "Quang Trung",
- "Phất cờ nương tử",
- "Giấc mộng hồ hoa",
- "Thanh gươm hát bội",
- "Nỗi lòng người mẹ"
- "Bà mẹ làng Sen"...

### Sách
- Bước đầu tìm hiểu nghệ thuật tuồng (1963).
- Đào Tấn nhà soạn tuồng kiệt xuất
- Đặc trưng nghệ thuật tuồng
- Âm nhạc và sân khấu kịch hát dân tộc,
- Thân thế và sự nghiệp Đào Tấn,
- Kinh dịch và nghệ thuật truyền thống,
- Khơi nguồn mỹ học dân tộc (2003),
- Học, hiểu và khám phá nghệ thuật dân tộc

## Giải thưởng
- Huy chương vàng tại Hội diễn sân khấu tuồng và dân ca kịch toàn quốc năm 1990
- Giải A của Liên hiệp các Hội văn học nghệ thuật Việt Nam năm 1996
- Giải A của Liên hiệp các Hội văn học nghệ thuật Việt Nam năm 2004

## Vinh danh
- Giải thưởng Nhà nước về Văn học Nghệ thuật năm 2001
- Giải thưởng Hồ Chí Minh về Văn học Nghệ thuật năm 2017
- Sáng 27 tháng 1 năm 2018, tại Hà Nội, Trung tâm nghiên cứu Bảo tồn và Phát huy văn hóa dân tộc Việt Nam phối hợp với Hội Nghệ sĩ sân khấu Việt Nam tổ chức Hội thảo "100 năm nhà nghiên cứu, soạn giả Mịch Quang".[8]